# Dziamgon Kongtrul Lodro Thaje
Dziamgon Kongtrul Lodro Thaje (ang. Jamgon Kongtrul Lodrö Thaye, wylie:  'jam mgon kong sprul blo gros mtha’ yas, ur. 1813 Kham, zm. 1899) – uczony, uważany za odnowiciela współczesnego buddyzmu tybetańskiego, pierwszy z linii Kongtruli tradycji Kagju zwany również Dziamgonem Kongtrulem Wielkim.
Był współtwórcą i czołowym reprezentantem ujęcia Rime, który w szczególności zebrał, usystematyzował w ramach spójnego i kompleksowego encyklopedycznego podejścia nauki niemal wszystkich linii przekazu tantr tradycji Ningma, Sakja, Kagju, Dzionang, Gelug, uwzględniając nawet religię Bon. Ponadto wielki mistrz i dzierżawca w szczególności przekazów tantr Jogi Najwyższej oraz Dzogczen. Jego obszerne i wnikliwe „encyklopedie” głównie związane ze Skarbnicą Wiedzy Encyklopedycznej oraz Skarbnicą Drogocennych Term, obejmują oprócz wiedzy teoretycznej również przekazy praktyk kluczowe dla edukacji współczesnych mistrzów tantrycznych różnych tradycji, a ze względu na obecne tłumaczenia na język angielski są przełomowe dla zrozumienia buddyzmu tybetańskiego również na Zachodzie.

## Wykaz głównych dzieł Dziamgona Kongtrula Wielkiego
- Skarbnica Wiedzy Encyklopedycznej, ang. The Treasury of Encyclopedic Knowledge (wylie. shes bya kun la khyab pa’i mdzod), obejmująca podejścia sutr i tantr
- Skarbnica Drogocennych Pouczeń, ang The Treasury of Precious Instructions (wylie. gdams ngag rin po che’i mdzod), kompendium inicjacji i ustnych instrukcji Ośmiu wielkich systemów praktyk Buddyzmu tybetańskiego
- Skarbnica Mantr Kagju, ang. The Treasury of Kagyü Mantras (wylie. bka’ brgyud sngags kyi mdzod), kompendium rytuałów, inicjacji i ustnych instrukcji dla jidamów Yangdak, Wadżrakilaja i Jamantaka tradycji Ningma, i linii Sarma mistrzów Marpa i Ngok.
- Skarbnica Drogocennych Term, ang The Treasury of Precious Termas (rin chen gter mdzod)
- Skarbnica Nietuzinkowa, ang. The Uncommon Treasury (wylie. thun mong ma yin pa’i mdzod), która zawiera ponadto nauki term odkryte przez samego autora
- Skarbnica Rozległej Wiedzy, ang. The Treasury of Extensive Teachings (wylie. rgya chen bka’ mdzod), która zawiera różnorodne prace na temat nauk medycznych, przyrodniczych, nauk ścisłych...

### Skarbnica Wiedzy Encyklopedycznej
Skarbnica Wiedzy Encyklopedycznej (wylie. shes bya kun la khyab pa’i mdzod) to dzieło „magnum opus” obejmujące pełny zakres buddyjskiej filozofii, praktyki i historii, które dzieli się na następujące księgi:
•Księga pierwsza: ang. Myriad Worlds (Snow Lion, 2003. ISBN 1-55939-188-X)
Część pierwsza: ang. The Cosmology of Mahayana
Część druga: ang. Our Universe according to Hinayana and Mahayana
Część trzecia: ang. Space and Time in the Kalachakra
Część czwarta: ang. The Causes of Samsara
•Księga druga: ang. The Advent of the Buddha (parts 2, 3, and 4 forthcoming)
Część pierwsza: ang. The Teacher’s Path to Awakening
Część druga: ang. The Buddha’s Enlightenment
Część trzecia: ang. The Buddha’s Twelve Deeds
Część czwarta: ang. Enlightenment’s Bodies and Realms
•Księga trzecia: ang. The Buddha’s Doctrine – The Sacred Teachings
Część pierwsza: ang. What Are the Sacred Teachings?
Część druga: ang. Cycles of Scriptural Transmission
Część trzecia: ang. Compilations of the Buddha’s Word
Część czwarta: ang. Origins of the Original Translations’ Ancient Tradition (Nyingma)
•Księga czwarta: ang. Buddhism’s Spread Throughout the World
Część pierwsza: ang. Buddhism’s Spread in India
Część druga: ang. How Buddhist Monastic Discipline and Philosophy Came to Tibet
Część trzecia: ang. Tibet’s Eight Vehicles of Tantric Meditation Practice
Część czwarta: ang. The Origins of Buddhist Culture
•Księga piąta: ang. Buddhist Ethics (Snow Lion, 2003. ISBN 1-55939-191-X)
Część pierwsza: ang. The Qualities of the Spiritual Teacher and Student
Część druga: ang. Vows of Personal Liberation
Część trzecia: ang. Commitments of Bodhicitta
Część czwarta: ang. Vows of Secret Mantra
•Księga szósta: ang. The Topics for Study
Część pierwsza: ang. A Presentation of the Common Fields of Knowledge and Worldly Paths
Część druga: ang. The General Topics of Knowledge in the Hinayana and Mahayana
Część trzecia: ang. Frameworks of Buddhist Philosophy (Snow Lion, 2007. ISBN 1-55939-277-0)
Część czwarta: ang. Systems of Buddhist Tantra (Snow Lion, 2005. ISBN 1-55939-210-X)
•Księga siódma: ang. The Training in Higher Wisdom
Część pierwsza: ang. Gaining Certainty about the Keys to Understanding
Część druga: ang. Gaining Certainty about the Provisional and Definitive Meanings in the Three Turnings of the Wheel of Dharma, the Two Truths and Dependent Arising
Część trzecia: ang. Gaining Certainty about the View
Część czwarta: ang. Gaining Certainty about the Four Thoughts that Turn the Mind
•Księga ósma: ang. The Training in Higher Meditative Absorption (Samadhi)
Część pierwsza: ang. Shamatha and Vipashyana;
Część druga: ang. The Stages of Meditation in the Cause-Based Approaches (forthcoming)
Część trzecia: ang. The Elements of Tantric Practice (Snow Lion, 2008. ISBN 1-55939-305-X)
Część czwarta: ang. Esoteric Instructions, A Detailed Presentation of the Process of Meditation in Vajrayana (Snow Lion, 2008. ISBN 1-55939-284-3)
•Księga dziewiąta: ang. An Analysis of the Paths and levels to Be Traversed (forthcoming)
Część pierwsza: ang. The Paths and Levels in the Cause-Based Dialectical Approach
Część druga: ang. The Levels and Paths in the Vajrayana
Część trzecia: ang. The Process of Enlightenment
Część czwarta: ang. the Levels in the Three Yogas
•Księga dziesiąta: ang. An Analysis of the Consummate Fruition State (forthcoming)
Część pierwsza: ang. the Fruition in the Dialectical Approach
Część druga: ang. The More Common Attainment in the Vajrayana
Część trzecia: ang. The Fruition in the Vajrayana
Część czwarta: ang. The Fruition State in the Nyingma School